# Partiti politici nell'Impero ottomano
La seguente lista dei partiti offre una panoramica dei partiti politici nell'Impero ottomano.
Non è limitata ai partiti che vinsero la rappresentanza nella Camera dei deputati (la camera bassa Assemblea Generale dell'Impero ottomano eletta dal popolo, il parlamento ottomano). Sebbene la Prima era costituzionale avesse istituito il parlamento attraverso la costituzione del 1876, fu di breve durata e non coinvolse i partiti politici. La dichiarazione della Seconda era costituzionale nel 1908 consentì per la prima volta ai partiti politici di partecipare al governo ottomano.
I due maggiori partiti erano:

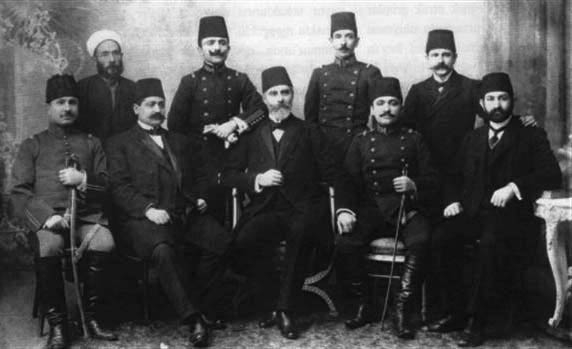
Comitato di Unione e Progresso

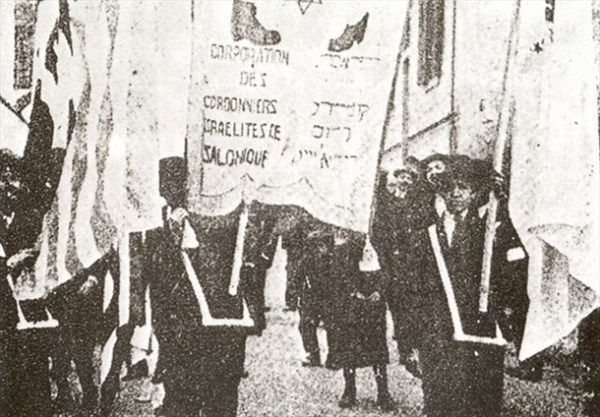
I lavoratori ebrei marciano a Salonicco (Federazione socialista dei lavoratori)

- Comitato di Unione e Progresso (CUP; İttihat ve Terakki Cemiyeti; 1889-1918)
- Partito Libertà e Accordo (noto anche come Unione Liberale (LU) o Intesa Liberale; Hürriyet ve İtilâf Fırkası; 1911-1913 e 1918-1920)

Altri partiti generali:
- Partito Socialista ottomano (Osmanlı Sosyalist Fırkası; 1910-1913)
- Partito delle Riforme Fondamentali Ottomane (Islahat-ı Esasiye-ı Osmaniye Fırkası; 1909-1913, fondato da Şerif Pasha, unito al Partito Libertà e Accordo)
- Comitato ottomano dell'Alleanza (Heyet-i Müttefika-i Osmaniye, 1909)
- Partito Democratico ottomano (Fırka-i İbad o Osmanlı Demokrat Fırkası; 1909-1911, fondato da Ibrahim Temo, fuso con il Partito Libertà e Accordo)
- Partito Popolare Liberale Ottomano (1918-1020)
- Partito Liberale ottomano (Osmanlı Ahrar Fırkası; 1908-1910)
- Federazione Socialista dei lavoratori (1909-1913)
- Partito Popolare (Ahali Fırkası)
- Società per l'iniziativa personale e la decentralizzazione amministrativa (Teşebbüs-i Şahsi ve Adem-i Merkeziyet Cemiyeti; 1902-1908)
- Comitato degli altruisti per la nazione (Fedakâran-ı Millet Cemiyeti; 1908-1909)
- Partito Socialdemocratico (Sosyal Demokrat Fırkası; 1918-19)
- Partito Socialista Turco (Türkiye Sosyalist Fırkası; 1919-22)
- Partito Socialista dei Lavoratori e dei Contadini della Turchia (Türkiye İşçi ve Çiftçi Sosyalist Fırkası; 1919-20)
- Partito del Rinnovamento (Teceddüt Fırkası; 1918-19, continuazione del Comitato di Unione e Progresso)

I partiti etnici comprendevano:
- Partito Federale Popolare (Sezione Bulgara) (1909–10)
- Club costituzionali bulgari (1908-1909)
- Partito operaio socialdemocratico ebraico in Palestina (Poale Zion) (1906-?)
- Al-Fatat (noto anche come Giovane Associazione Araba; Jam'iyat al-'Arabiya al-Fatat)
- Partito ottomano per il decentramento amministrativo (Hizb al-lamarkaziyya al-idariyya al'Uthmani; 1913-?)
- Partito Armenakan (1885-1921)
- Partito Socialdemocratico Hunchakian (1887-oggi)
- Federazione Rivoluzionaria Armena (ARF; Hay Heghapokhagan Dashnaktsutiun o Dashnak o Tashnak; 1890-oggi)
- Lega Democratica Serba